# Bocanovice
Obec Bocanovice (polsky Boconowice, německy Boczanowitz) leží v okrese Frýdek-Místek. Má 498 obyvatel a katastrální území obce má rozlohu 377 ha. Značnou část obyvatel tvoří početná polská menšina.
Ve vzdálenosti 12 km severně leží město Třinec, 21 km severozápadně město Český Těšín, 27 km západně město Frýdlant nad Ostravicí a 30 km severozápadně město Frýdek-Místek.

## Název
Jméno vesnice bylo odvozeno od osobního jména Bocan totožného s obecným bocan – „čáp“. Přípona -ovice byla patrně dána nápodobou jmen jiných vesnic.

## Historie
Prvními osadníky byli valašští pastýři. Dříve existoval pouze horský knížecí statek, kolem nějž byly postaveny nové chalupy. Statek byl kvůli vysokým nákladům na provoz v roce 1627 pronajat a část pozemků byla prodána. V 17. a 18. století patřila obec rodině Saint Genois d'Anneaucourt. Podle urbáře z roku 1646 žili v obci Girzyk Jestko, Urban Bylko, Janek Mydlo a Janek Brzano.
V roce 1755 byli ve vesnici 4 chovatelé a 11 chalupářů. V roce 1871 zde stálo 17 dřevěných domů a osadu obývalo 150 obyvatel. Ve stejném roce byla postavena dřevěná škola (400 guldenů na stavbu dal císař František Josef I.). Škola byla zničena požárem v roce 1876 a na stejném místě byla v roce 1877 postavena zděná škola. Nejstarší budovou ve vesnici je „sušárna“ č. 9 – zbytek původního statku. Následující rozvoj obce byl ovlivněn výstavbou Košicko-bohumínské dráhy a uvedením do provozu železniční zastávky v Bocanovicích. Podle rakouského sčítání lidu v roce 1900 žilo ve vesnici 355 lidí v 34 budovách na ploše 388 ha, což dalo hustotu osídlení 91,5 obyvatel/km². Do roku 1910 se počet budov zvýšil na 42 a počet obyvatel klesl na 330, z toho 323 bylo trvale registrovaných, 261 (80,3 %) bylo katolíků, 62 (19,7 %) evangelíků, 320 (97 %) bylo polsky a 3 (0,9 %) německy hovořících.

## Části obce
- Bocanovice

## Galerie

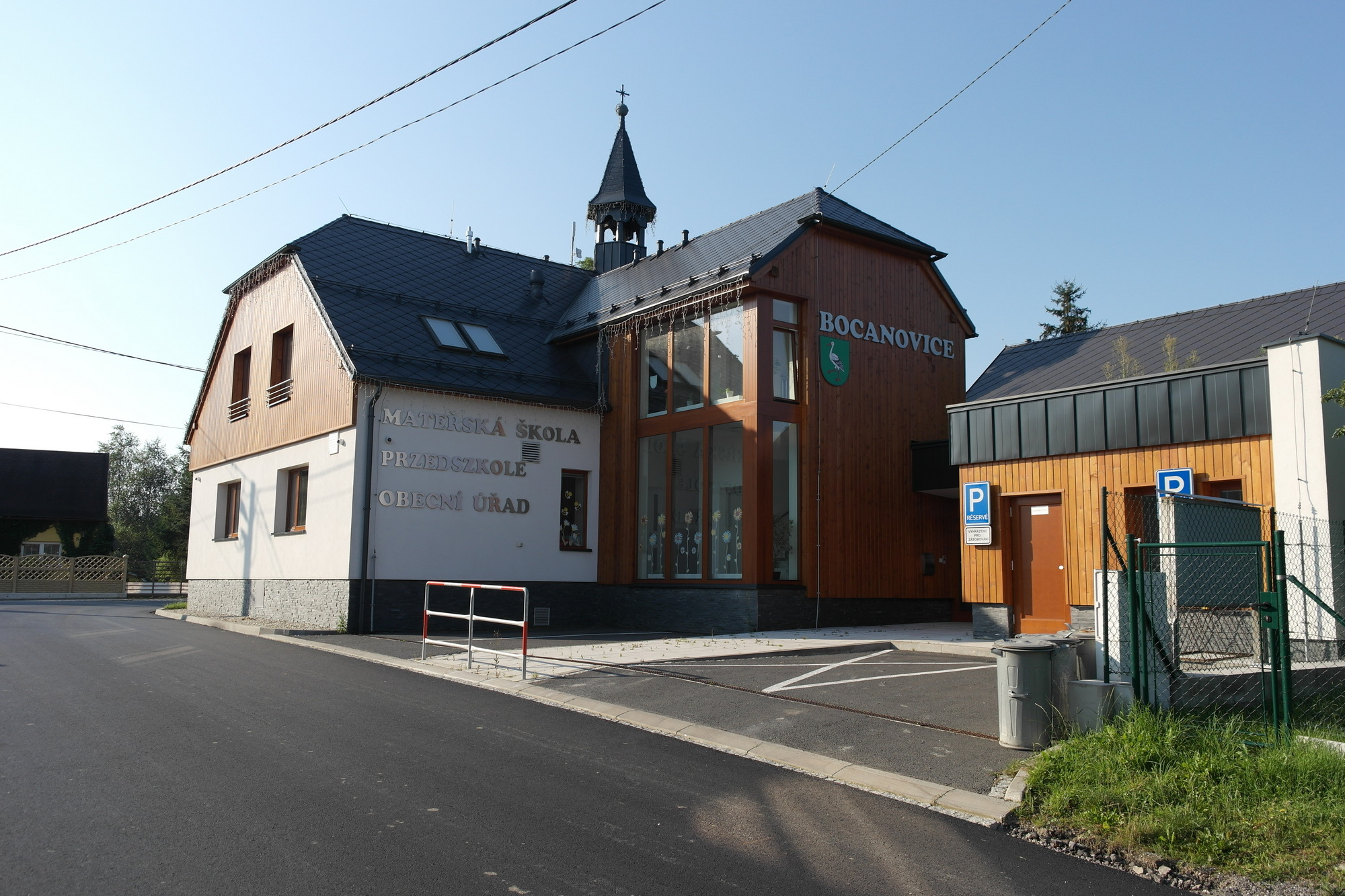
Obecní úřad
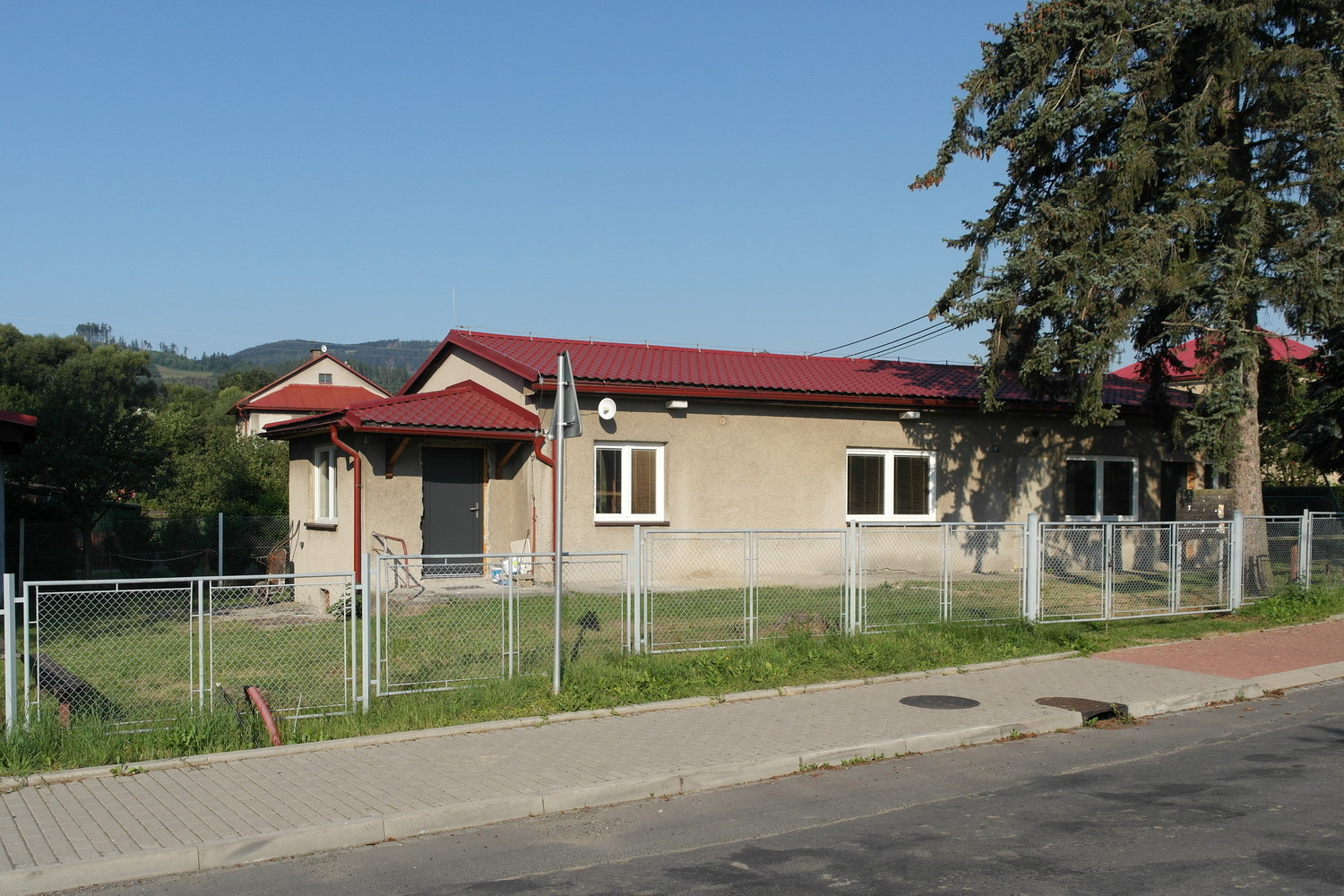
Dům PZKO
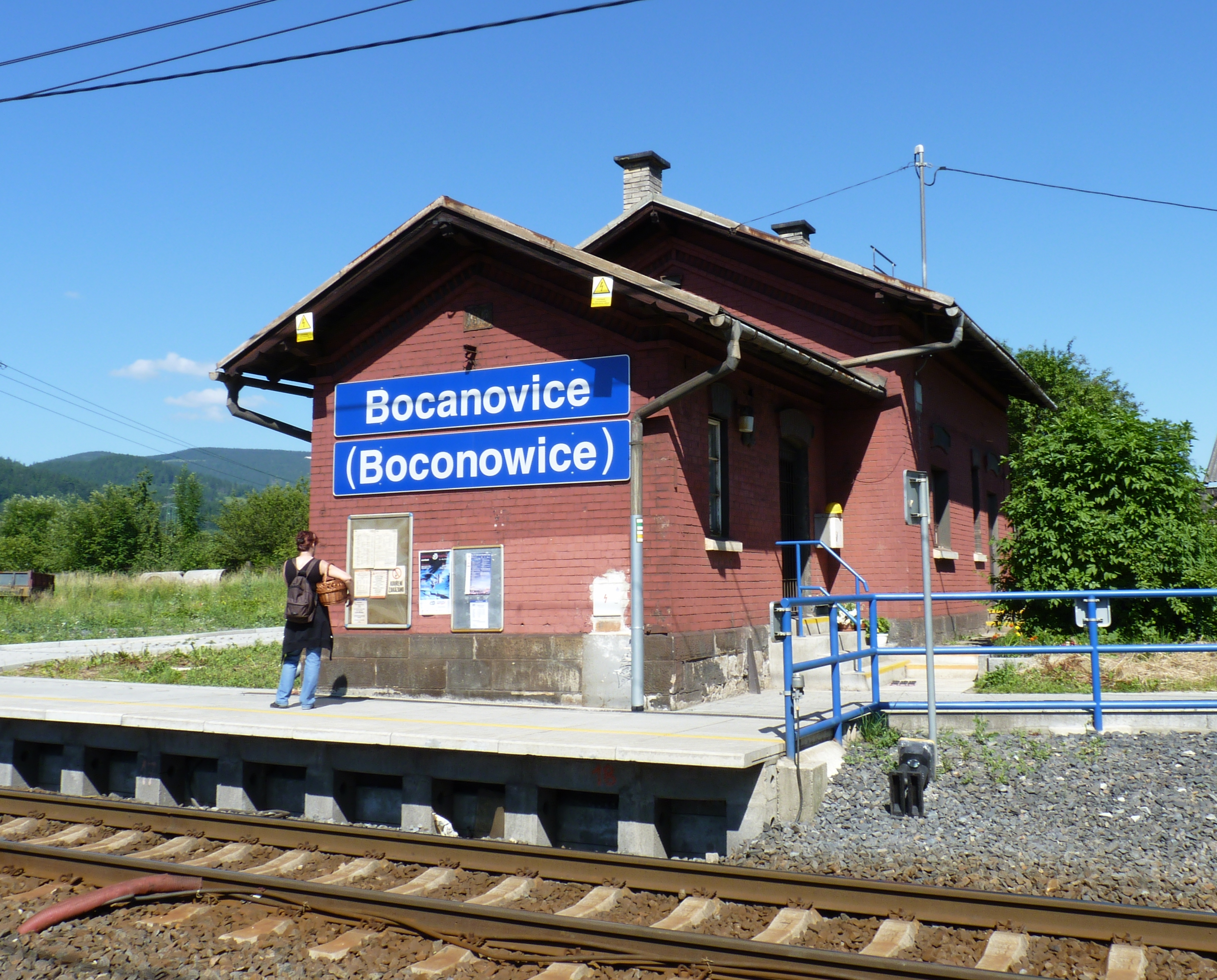
železniční zastávka

## Obyvatelstvo

Věková struktura obyvatel obce Bocanovice roku 2011

## Doprava
Vesnici prochází železniční trať Bohumín–Čadca na které je stejnojmenná zastávka a silnice první třídy I/11